# 北上市立東陵中学校
北上市立東陵中学校（きたかみしりつ とうりょうちゅうがっこう）は、岩手県北上市立花にある公立中学校。
北上市立東桜小学校の学区を中心に集まる。
東陵中学校の開校に伴い北上市立口内中学校が閉校し、また北上市立北上中学校の学区の一部が東陵中学校の学区に変わった。

## 沿革
- 1995年 - 北上市立東陵中学校開校[1]。
- 2026年 - 北上市立北上中学校に統合予定[1]。